# Painel eletrônico
Painel eletrônico é um dispositivo que exibe informações por meio de LEDs. Geralmente é utilizado para informar o público-alvo com informações variáveis.
É muito utilizado em hospitais (sistema de senhas), controle de tráfego, mercado financeiro, controle de atendimento e de estoque.
Ele pode ser em digital ou impresso, passando imagens de várias empreas em pontos estrategicos ao ar livre, ou seja, no exterior de um determinado lugar, podem também ser chamados de triedros.
É considerado o futuro da mídia indoor e outdoor em comunicação visual com mensagens variáveis.
Pode ser integrado a sistemas, o que abre um leque enorme de opções.